# Траун (река)
Траун (нем. Traun) је река Аустрији. Изворе на планинском ланцу Тотес Гебирге у Штајерској. Тече кроз област Салцкамергут и језера Халштат и Траунзе. Траун је десна притока Дунава, у који се улива близу града Линца. Остали градови кроз које протиче су Бад Аусзе, Бад Ишл, Гмунден, Велс и Траун.

## Карактеристике
Река Траун је југозападна притока Дунава која се спаја са Дунавом у Линцу.
Река Траун настаје у Штајерској код Бад Аусзеа на надморској висини од 659 м, спајањем три реке, Грундлсер Траун, Алтаусер Траун и Каиниш Траун које стварају такозвани Копентраун.
Неколико километара низводно река пролази кроз Копенску клисуру и улази у Горњу Аустрију и област Салцкамергут. Затим, Траун тече кроз Халштатско језеро, скреће на североисток, прелази градове Бад Гојзерн и Бад Ишл, где прима западну притоку реку Ишл и протиче кроз језеро Траунзе код града Гмундена. Након што прође водопад Траунфол код Ројтхама, река улази у горњоаустријскоу низију, протиче кроз градове Штадл-Паура, Ламбах, Велс, Траун и на крају Линц, где се после 153 км тока улива у Дунав.
Најважније притоке Трауна су реке Агер, Алм и Кремс.
Траун је раније био важан за транспорт дрвета и соли. Данас се енергетски потенцијал користи у разним електранама: Гмунден, Траунфол, Траунлеитен, Марштренк, Траун-Пукинг и Клеинмуенхен и индустријским постројењима (фабрикама папира и целулозе у Штејрермехл и Лакиршен).

## Галерија
- Хидроелектрана код Линца
- У близини Велса
- Траун у Бад Ишлу
- Уједињени Траут код Бад Аусзија
- Мост у Бад Гојзерну